# 三遊亭小圓朝
三遊亭 小圓朝（さんゆうてい こえんちょう）は、落語家の名跡。四代目の死去に伴い、現在は空き名跡。

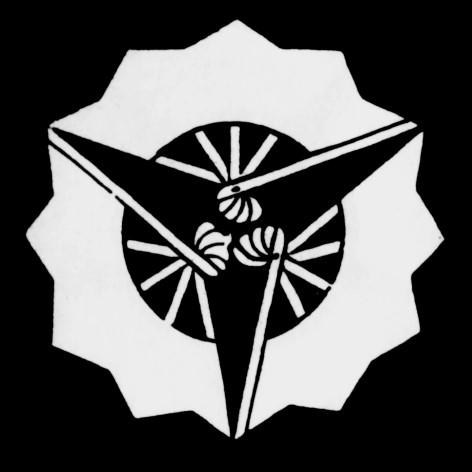
三遊亭小圓朝定紋「高崎扇」

- 初代三遊亭小圓朝 - 後∶三遊一朝

## 2代目
二代目 三遊亭 小圓朝（1858年1月30日（安政4年12月16日） - 1923年8月13日）は、落語家。本名は芳村 忠次郎。

### 経歴
二代目三遊亭圓生門下の三遊亭圓流の息子。8歳の時から初代三遊亭圓馬門下に入って圓平の名で寄席に出演している。一時期六代目桂文治門下で桂文之助と名乗っていたこともあるという。
15歳の時に父の弟弟子三遊亭圓朝の門下に入って朝松となる。前座を3年務めた18歳の時に、圓朝や四代目三遊亭圓生が名乗った由緒ある名である、三代目橘家小圓太を名乗る。嘱望されたにもかかわらず女性問題や借金でしくじり破門寸前までになったため、一時期ドサ廻りに投じた。25歳の時に帰京して師匠圓朝に謝罪し三遊亭圓花を名乗り再出発する。1885年には元の小圓太に戻り、1893年ころには初代三遊亭金馬に改名し真打の看板を上げた。それまで「立川金馬」として受け継がれてきた金馬の名であるが、金馬は初めて三遊亭の亭号を名乗ったので「初代三遊亭金馬」である。
1903年8月に三遊亭圓馬に改名したが、大阪に存在していた圓馬から苦情が来たので1905年1月に三遊亭小圓朝に改名することになった。同年には「第一次落語研究会」発足に参加。
後に一朝となった初代小圓朝は公認ではないから代数に入らないため、芳村忠次郎の小圓朝が初代であるという藤浦三周の言葉によって初代小圓朝を名乗ったというが、現在では一朝の初代小圓朝の方を初代というようになっている。
1922年に中風に倒れ、一旦回復したものの静岡巡業中に再発したため東京へ帰ったがすぐに死去した。享年67。

### 家族
- 三遊亭圓麗 - 父
- 三代目三遊亭小圓朝 - 実子

### 得意ネタ
師匠圓朝譲りの物が多い。
- 牡丹灯籠
- 安中草三
- 世辞屋
- 女の子別れ
- 星野屋など

### 弟子
- 三代目三遊亭遊朝
- 二代目三遊亭金馬
- 三代目三遊亭小圓朝
- 三遊亭圓盛
- 三遊亭一朝
- 三遊亭朝陽
- 三遊亭朝松
- 三遊亭圓平など

また、五代目古今亭志ん生も2代目小圓朝門下で落語家人生をスタートとさせている（本人は最初は4代目橘家圓喬門下だったと主張していた）。

### 関連作品
- NHK『いだてん〜東京オリムピック噺〜』（演：八十田勇一）

## 3代目
三代目 三遊亭 小圓朝（1892年8月8日 - 1973年7月11日）は、東京府東京市下谷区（現：東京都台東区）出身の落語家。本名∶芳村 幸太郎。出囃子は『小鍛冶』。

### 経歴
祖父は三遊亭圓麗、父は二代目三遊亭小圓朝という落語一家に生まれる。落語には興味なかったが高等小学校卒業の1907年2月に父の門下で朝松となり、2、3年ほどで二つ目に昇進し小圓治と改名する。父のドサ廻りに自身もついて行き、2年ほど経った後に帰京する。
それから1917年2月に真打昇進して二代目橘家圓之助を襲名。後に四代目橘家圓蔵に預けられ、1922年5月に四代目三遊亭圓橘を襲名。翌年父小圓朝が死去し、1927年3月に三代目小圓朝を襲名。一時橘家圓喬の襲名を計画していたが戦争がはじまりそのごたごたで襲名が実現せず、1943年5月には船勇亭志ん橋と名乗らされるが、1947年3月には小圓朝に戻している。
1967年（昭和42年）7月、脳出血で倒れ高座に上がらぬまま1973年没した。

### 芸歴
- 1907年2月 - 二代目三遊亭小圓朝の門下で「朝松」を名乗る。
- 1910年 - 二ツ目昇進、「小圓治」と改名。
- 1917年2月 - 真打昇進、「圓之助」を襲名。
- 時期不明 - 四代目橘家圓蔵に預けられる。
- 1922年5月 - 「圓橘」を襲名。
- 1927年3月 - 「三代目三遊亭小圓朝」を襲名。
- 1943年5月 - 「船勇亭志ん橋」と名乗らされる。
- 1947年3月 - 再度「三代目三遊亭小圓朝」を名乗る。

### 人物
地味であるがしっかりした江戸前の芸の持ち主で『しわい屋』『権助提灯』『あくび指南』『三味線栗毛』『粗忽の釘』『笠碁』『二番煎じ』など持ちネタは多かった。しかし他の大看板の影に隠れ勝ちで、寄席の出番も浅く不当に評価された嫌いはあった。一方、若手や大学の落語研究会の稽古台として多くの人物を育てた。
晩年東大の落研の師となり後世の落語研究家を多く輩出した。

### 弟子
- 三遊亭朝之助
- 三代目三遊亭圓之助

#### 移籍
- 三遊亭圓駒 - 二代目桂小文治門下へ移籍
- 三遊亭朝治 - 三代目小圓朝死後五代目三遊亭圓楽門下へ移籍

## 4代目
四代目 三遊亭 小圓朝（1969年〈昭和44年〉6月16日 - 2018年〈平成30年〉12月15日）は、東京都豊島区出身の落語家。円楽一門会所属。本名∶高橋 秀帆。出囃子は『舌出し三番叟』。
父は三代目三遊亭圓之助。母方の祖母は漫才師の大江笙子、祖父は漫才師の大江茂（元・砂川捨夫、後に凸凹ボップ・ホープのボップ）。
代々木高校在学中に父が死去。落語家は苦労すると思い、芸界には入らず運送会社、ベビー用品のレンタル会社でサラリーマンを経験する。しかし諦めきれず、1992年に十代目柳家小三治に入門した。しかし酒での失敗を重ね2年ほどで破門され、落語界から退くが、亡き父・圓之助の弟弟子である六代目三遊亭圓橘に報告に行き再入門を許される。
二ツ目の間は父と同じ四代目圓之助を名乗っていたが、2005年の真打昇進とともに、父の師匠の名である小圓朝を襲名した。真打昇進と襲名の話は、大師匠にあたる五代目圓楽から2001年の正月に同年秋にという打診があったが、師匠の圓橘が三代目小圓朝の三十三回忌に合わせて襲名させたいという意向を持っていたため、2005年の昇進となった。
六代目圓橘一門の総領弟子であった。前座に太鼓などの稽古をつけ、円楽一門会の技術向上に貢献した。
日本ハムファイターズの大ファンだった。
「三遊亭小圓朝再生落語会」などを開催していたが、2018年12月の頭、インフルエンザから肺炎に罹患し入院、同年12月15日6時25分、肺炎のため東京都の病院で死去。49歳没。
生前最後の高座は同年11月12日千葉県南房総市富浦とみうら元気倶楽部、11月16日千葉県館山市金台寺の落語会の一席となった。

### 経歴
- 1992年6月 - 十代目柳家小三治に入門。前座名「さんぽ」。
- 1994年6月 - 破門される。
- 1996年1月 - 父の弟弟子・六代目三遊亭圓橘に再入門。前座名「橘つき」。
- 1997年10月 - 二ツ目昇進、「四代目三遊亭圓之助」を襲名。
- 2005年5月 - 真打昇進、四代目三遊亭小圓朝を襲名。

### その他
- 先代（3代目）の小圓朝とは、父である圓之助や師匠となった圓橘が療養中に世話をしていたため、面識があった[9]。
- 円橘に入門を許された後、師匠の指示で知人が経営する建設会社で1年程大工の見習いをしていた。